# 러시아 통계청
러시아 연방통계청(러시아어: Федеральная служба государственной статистики, 약칭 로스스타트)은 러시아의 정부 통계 기관이다.
2017년부터 다시 경제개발부에 편입되었는데, 지난 수십 년 동안 경제개발부와 연방정부의 직접 통제를 받으며 여러 번 바뀌었다.

## 역사

### 소련 시대
국가통계위원회(러시아어: Государственный комитет по статистике, 또는 영어로 Goskomstat)는 소련에서 통계를 다루는 중앙기관이었다. Goskomstat는 1987년에 중앙통계국을 대체하기 위해 만들어졌지만 경제, 사회 및 인구 통계를 포함한 국가 통계의 수집, 분석, 출판 및 배포에서 동일한 기본 기능을 유지했다. 이 개명은 기관의 지위를 공식적으로 강등하는 것과 같았다.
국가통계위원회(및 그 전신)는 국가 통계의 수집 및 평가를 감독하는 것 외에도 인구 및 주택 인구 조사를 계획하고 수행하는 책임을 맡았다. 1926, 1937년 소련 인구 조사, 1939, 1959년, 1970년, 1979년 , 1989년에 총 7차례의 인구 조사를 수행했다.
울리차 먀스니츠카야에 있는 39번지 건물인 첸트로소유스 빌딩은 스위스 출신 건축가 르 코르뷔지에에 의해 설계되어 1933년 건축되었다.

### 러시아 연방 시대
소련 체제에서 벗어나면서 이름을 로스스타트로 바꿨다. 로스스타트는 러시아 인구조사,부터 곡물 생산,부터 인구 통계,에서 가스 생산 통계, 및 운송 통계.
2012년 8월 22일 러시아가 가입하면서 로스스타트는 세계 무역 기구의 해당 통계 회원이 되었다. 가입 절차는 1993년에 시작되었고, 2000년부터 보다 집중적인 협상이 진행되었다. WTO에 러시아가 가입함에 따라 관세가 상당히 인하되었고, 투명성 요구 사항으로 인해 로스스타트에 변화가 필요했다.
2024년 5월 29일 로스스타트는 일방적으로 가스 생산 통계를 발행하지 않기로 결정했다. 중단 사유를 "현재 지정학적 상황"으로 돌렸고, "석유 제품 시장 정보 보안을 보장하기 위해" 이 결정을 내렸다고 밝혔다. 익명의 당사자에 의한 "UAV 공격"이 동시에 보고되었다.
2024년 8월 29일 로스스타트는 석유 제품 통계 발행을 완전히 중단했다. 디젤 연료, 중유, 액화 프로판 및 부탄, 무연탄에서 생산된 코크스 및 반코크스, 안정적인 가스 응축수 생산에 대한 월별 생산 정보는 러시아 정부의 일방적인 "결정"으로 인해 이때 중단되었다. "이러한 정보의 공개는 비윤리적인 참여자에 의한 시장 조작의 계기가 될 수 있다"고 여겨졌다.

## 같이 보기
- 국가 통계 기관 목록